# Промова Сталіна 5 травня 1941 року
«За царицю полів — піхоту!» — історичний тост, проголошений Йосипом Сталіним 5 травня 1941 року на бенкеті в Кремлі на честь випускників військових академій.

## Передісторія
Виступаючи з промовою на бенкеті в Кремлі на честь випускників військових академій, Йосип Сталін від імені радянського уряду та Комуністичної партії привітав їх із закінченням навчання, порівняв Червону армію 1941 року з Червоною армією зразка 1937—1938 років, згадав про успіхи в боях на озері Хасан та на Халхин-Голі, коротко перерахував основні, на той момент, науково-технічні досягнення радянських учених із вдосконалення озброєння та військової техніки, зробив зауваження закладам військової освіти, сказавши, що вони «відстають від сучасної армії», описав тенденції в європейській політиці, поставив під питання непереможність німецької армії, закінчивши висновком, що армію необхідно день у день удосконалювати.
Після вітальної промови Йосип Сталіна виголосив ще три промови під час прийому. Два з них, це — тости, у тому числі: за керівні кадри та викладацький склад академій; за здоров'я артилеристів, танкістів, авіаторів, кіннотників, зв'язківців та піхотинців.

## Оригінал
| | У всіх війнах головним родом військ, що забезпечували перемогу, була піхота. Артилерія, авіація, бронетанкові сили захищали піхоту, забезпечували виконання завдань, поставлених перед піхотою. Фортеці, міста та населені пункти ворога вважали зайнятими лише тоді, коли туди вступала нога піхоти. Так було завжди, так буде у майбутній війні. Перший тост я пропоную за піхоту. За царицю полів — піхоту! |
| — Йосип Сталін Оригінальний текст (рос.) Во всех войнах главным родом войск, обеспечивавшим победу, была пехота. Артиллерия, авиация, бронетанковые силы защищали пехоту, обеспечивали выполнение задач, поставленных перед пехотой. Крепости, города и населённые пункты врага считали занятыми только тогда, когда туда вступала нога пехоты. Так было всегда, так будет в будущей войне. Первый тост я предлагаю за пехоту. За царицу полей — пехоту! | |

### Спори щодо оригіналу
Досі не виявлено точної стенограми сталінської промови. Свідчення очевидців, які були присутні на прийомі 5 травня 1941 року, суперечливі: одні стверджували, що «Сталін говорив без написаного тексту», інші — що, виступаючи, Йосип Сталін «тримав перед собою листки паперу».
У 1990—1991 роках у науковий обіг було введено надзвичайно важливе для істориків джерело — запис сталінського виступу перед випускниками військових академій РСЧА, зроблений співробітником Наркомату оборони К. В. Семеновим. Раніше стала відома коротша, але ідентична за змістом версія Георгія Жукова. Є третій запис промови Йосипа Сталіна перед випускниками військових академій у Кремлі. Вона знаходиться у щоденнику Всеволода Вишневського і датується 13 травня 1941 року.

## У віршах
На думку німецького історика Йоахіма Гоффмана, який підтримував ідею про превентивну війну Німеччини проти СРСР, у промові 5 травня 1941 року «Сталін розкрив свої агресивні задуми».
Розбір промови Сталіна у статті Гоффмана поєднується з цитуванням різних документів, які, на його думку, також свідчать про наявність радянського керівництва агресивних задумів. Так, наприклад, він говорить про те, що командир 53-ї стрілецької дивізії, полковник Іван Бартенєв, перебуваючи в полоні, 15 липня 1941 року зазначив, що Сталін на банкеті з нагоди випуску молодих офіцерів негайно відхилив тост за мирну політику, піднятий одним генерал-майором, і заявив: Ні, політиці війни!
Далі він пише, що, за свідченням німецького дипломата Густава Гільгера, до війни обіймав посаду радника посольства Німеччини в Москві, Сталін відреагував різко негативно на тост начальника Військової академії імені М. В. Фрунзе генерал-лейтенанта Михайла Хозіна і заявив, що: «Настав час покінчити з оборонним гаслом, оскільки він застарів і з його допомогою вже неможливо здобути жодної п'яді землі. Червона Армія має звикнути до думки, що епоха мирної політики закінчилася і почалася епоха насильницького розширення соціалістичного фронту. Той, хто не розуміє необхідності наступальних дій, — обиватель або дурень» .
На думку історика Олега Вишльова, немає жодних підстав сумніватися в справжності документів і матеріалів, які були опубліковані в попередні роки і продовжують публікуватися сьогодні, як немає підстав сумніватися в автентичності «короткого запису» виступу тирана перед випускниками військових академій на прийомі в Кремлі 5 травня 1941 року, що підтверджується також іншими документами. Водночас він говорить про те, що ці документи, як і «короткий запис», не підтверджують версію про наявність у виступах Сталіна закликів до «нападу на Німеччину», нанесення «упереджувального удару» по Німеччині тощо. Стосовно статті Гоффмана, він зазначає, що жодне з джерел, на які він спирається, не є переконливим, а, отже, і подане їм трактування мови Сталіна не може вважатися таким . Тієї ж думки дотримується також історик Георгій Куманьов, підкреслюючи, що в цих документах йдеться про перехід від позиційної оборонної тактики до нової наступальної, заснованої на різноманітності оперативного маневру у прив'язці до конкретних умов.
Військовий історик підполковник Юрій Веремєєв, досліджуючи на своєму особистому сайті цей виступ Сталіна, приходить до висновку:
«Різного роду сучасні спростовувачі і викривачі радянського періоду історії Росії всіляко намагаються довести, що не Німеччина готувала в 1941 році напад на СРСР, а навпаки, Сталін готував великий похід Червоної Армії в Європу і тільки висока самовідданість Гітлера і неймовірна самовідданість Гітлера самопожертву німецьких солдатів зупинили натиск „червоно-коричневих сталінських орд“ на милу та добру Європу. І начебто не гітлерівських сподвижників слід було б садити на лаву підсудних у Нюрнберзі, а сталінських наркомів та маршалів. Ці „історики“ геть-чисто відкидають убік не тільки документи Нюрнберзького трибуналу, які неспростовно довели, хто був агресором (зауважимо, що вирок писали не в Москві, а в Нюрнберзі, і не сталінські юристи, а представники кількох країн, де радянський суддя був лише одним із чотирьох), але й численні свідчення самих же німецьких генералів, політиків, державних діячів, численні німецькі документи з німецьких канцелярій та архівів.»
- Через рік після промови, в 1942 році, поет Арсеній Тарковський і композитор Ісаак Любан написали пісню «Наш тост»[13].
- У віршах поета-фронтовика Михайла Маркова «За піхоту перший тост» (фрагмент)[14]:

За пехоту первый тост 
И за жизнь с любовью!